# Gymnopais fimbriatus
Gymnopais fimbriatus är en tvåvingeart som beskrevs av Wood 1978. Gymnopais fimbriatus ingår i släktet Gymnopais och familjen knott. Inga underarter finns listade i Catalogue of Life.